# Città metropolitana di Roma Capitale
La città metropolitana di Roma Capitale è un ente territoriale di area vasta nato il 1º gennaio 2015; il suo territorio corrisponde a quello della precedente provincia di Roma, che ha sostituito, ed è una delle quattordici città metropolitane italiane introdotte dalla legge del 7 aprile 2014 n. 56, nonché la più popolosa del Paese, contando 4 224 919 abitanti.

## Geografia fisica

### Orografia
L'orografia della città metropolitana di Roma è composta da tre sistemi montuosi principali:
- il gruppo antiappennico dei Monti della Tolfa e dei Monti Sabatini, a nord-ovest, al confine con la provincia di Viterbo;
- il Subappennino laziale con i Monti Lucretili, i Monti Tiburtini, i Monti Prenestini, i Monti Ruffi, i Monti Affilani e i Monti Simbruini a est, al confine con la provincia di Rieti e la provincia dell'Aquila;
- i Colli Albani e la parte settentrionale dei monti Lepini a sud-est, al confine con le province di Latina e Frosinone.

La cima più alta della città metropolitana si trova sui monti Simbruini con il Monte Autore (1855 m) in località Vallepietra, altre cime importanti si trovano sui Monti Lucretili con il Monte Pellecchia (1368 m), sui Monti Affiliani con il Monte delle Pianezze (1332 m), sui Monti Ruffi con il Monte Costasole (1253 m), sui Monti Lucretili con il Monte Gennaro (1271 m), sui Monti Prenestini con il Monte Guadagnolo (1218 m s.l.m.), e sui Monti Lepini con il Monte Semprevisa (1536 m). Oltre ai suddetti gruppi montuosi sono da menzionare il Monte Soratte e i Monti Cornicolani, che costituiscono la cosiddetta Dorsale Tiberina, una dorsale carbonatica risalente al periodo meso-cenozoico.

### Idrografia

#### Fiumi

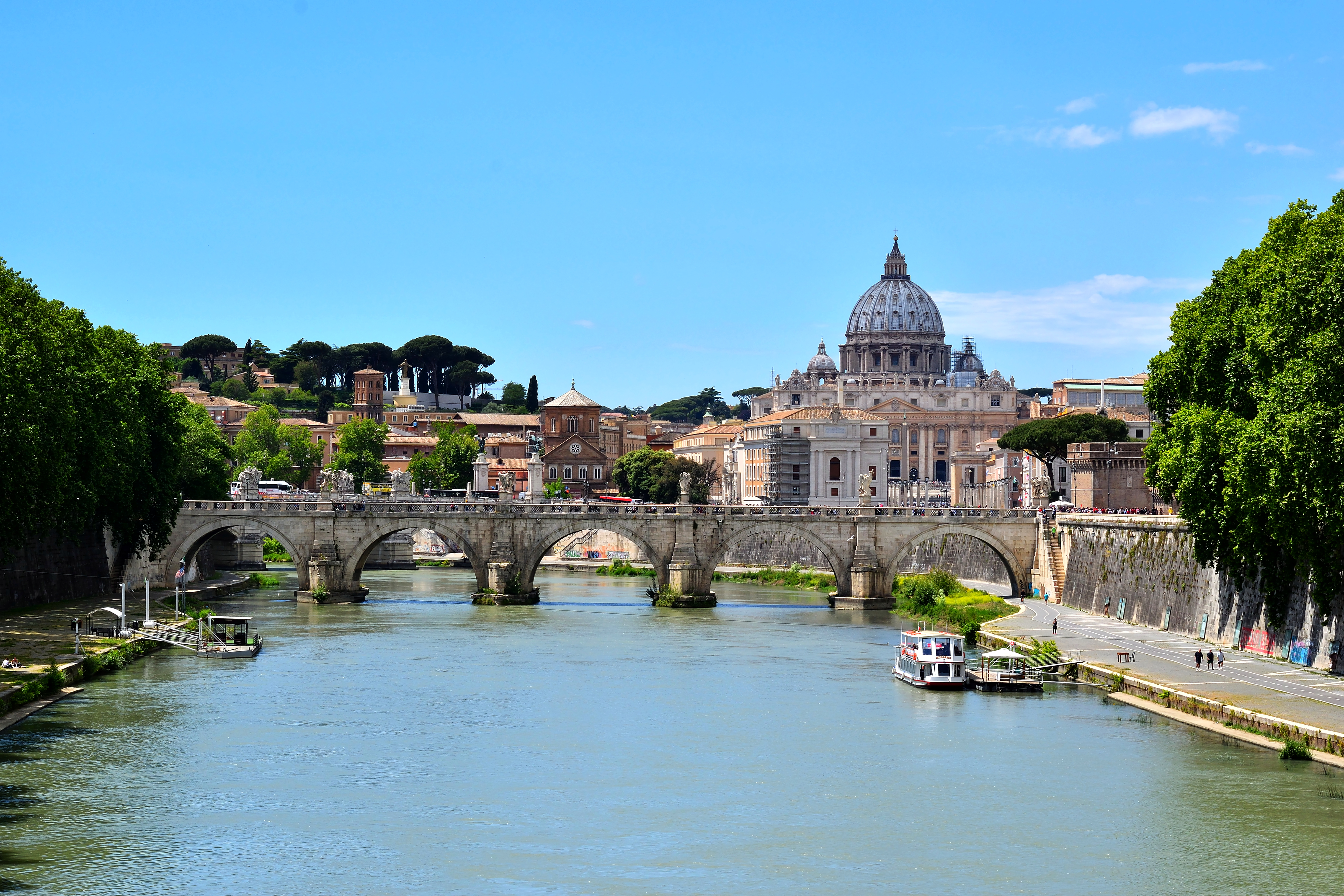
Il fiume Tevere nei pressi di Ponte Sant'Angelo

Il principale fiume della città metropolitana di Roma Capitale è il Tevere di cui appartengono alla Città metropolitana i bacini idrografici del medio e basso percorso, da Ponzano Romano alla foce.
Il secondo fiume per importanza è l'Aniene, che confluisce nel Tevere presso Roma. Il suo corso si sviluppa quasi interamente nel territorio della Città metropolitana di Roma.
Altri fiumi minori i cui bacini sono in tutto o in parte all'interno della Città metropolitana di Roma sono:
- Mignone, segna in parte il confine con la provincia di Viterbo;
- Arrone, emissario del lago di Bracciano, scorre interamente nella Città metropolitana;
- Farfa, affluente del Tevere, scorre in parte nella Città metropolitana;
- Incastro, emissario del lago di Nemi, sfocia nel Tirreno presso Ardea;
- Sacco, affluente del Liri;
- Loricina, sfocia nel Tirreno a Nettuno;
- Astura, sfocia nel Tirreno preso l'omonima torre, segna il confine sul litorale con la provincia di Latina.

#### Laghi
Nella Città metropolitana di Roma si trovano tre dei cinque principali laghi del Lazio e precisamente:
- Lago di Bracciano, situato nella parte a nord-ovest del distretto vulcanico sabatino; primo lago della Città metropolitana per estensione (57,5 km²) e secondo nella regione, è di origine vulcanica. Appartenente al Parco naturale regionale del complesso lacuale di Bracciano - Martignano, è una località turistica sulle cui coste si affacciano i centri di Trevignano Romano (a nord), Bracciano (a ovest) e Anguillara Sabazia (a sud).
- Lago Albano, situato nella zona a sud-est del Vulcano Laziale, di origine vulcanica. È il lago vulcanico più profondo di Italia con 170 m, che si è originato dall'unione di due crateri. Bagna i centri di Castel Gandolfo e Albano Laziale
- Lago di Nemi, secondo lago del Vulcano Laziale, separato dal lago Albano dal Monte Cavo. Occupa una superficie di 1,67 km² e bagna Nemi.

Laghi minori sono:
- Lago di Giulianello o Lago La Torre, appartenente alla zona del Vulcano Laziale; Con un'estensione di 0,12 km², è il terzo lago dei Colli Albani, appartiene al comune di Artena ormai dai tempi del Cardinale Scipione Borghese, un tempo signore della città.
- Lagustelli, due complessi lacustri di origine carsica, situati non lontani da Percile, sui Monti Lucretili.
- Lago di Martignano, bacino di origine vulcanica, situato non lontano dal Lago di Bracciano; appartenente al Parco naturale regionale del complesso lacuale di Bracciano - Martignano, è compreso nei comuni di Roma, Campagnano di Roma e Anguillara Sabazia.

#### Mare

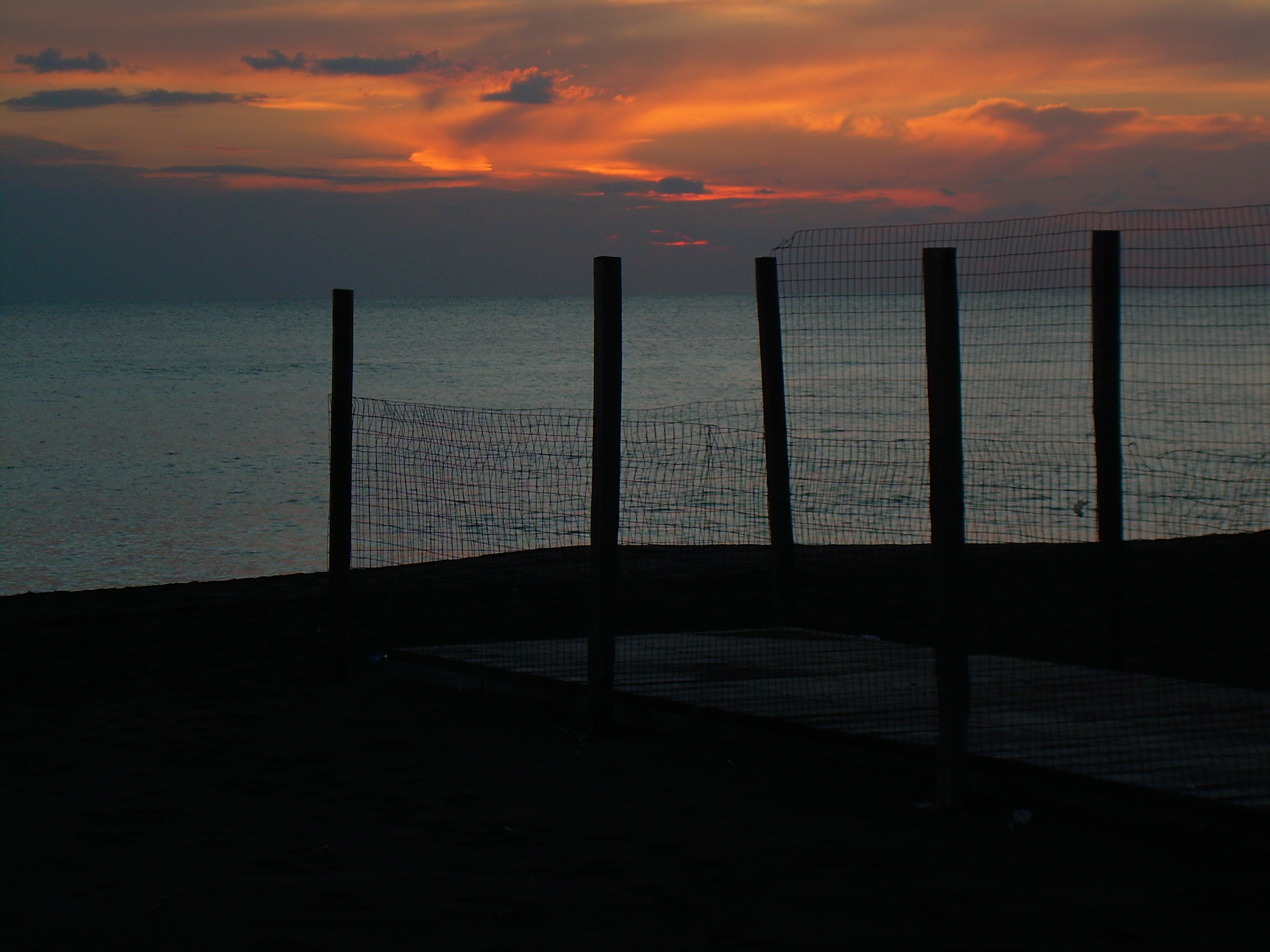
La spiaggia di Ladispoli.

La Città metropolitana di Roma è lambita a ovest dal Mar Tirreno, con una costa di circa 133 km, compresa in 11 dei 121 comuni, situati tra Civitavecchia e Torre Astura, nei pressi di Nettuno e non lontana dalla foce dell'omonimo torrente, che segna il confine con la provincia di Latina.
Il litorale presenta una conformazione bassa e sabbiosa, con la sola eccezione di Capo Linaro a Santa Marinella, costituito da rocce; altra caratteristica di questa costa è il colore della rena, che spazia dagli ambrati lidi dell'area meridionale, di Santa Severa, Santa Marinella e Civitavecchia, a quelli più scuri, diffusi tra Palidoro e Marina di Cerveteri.

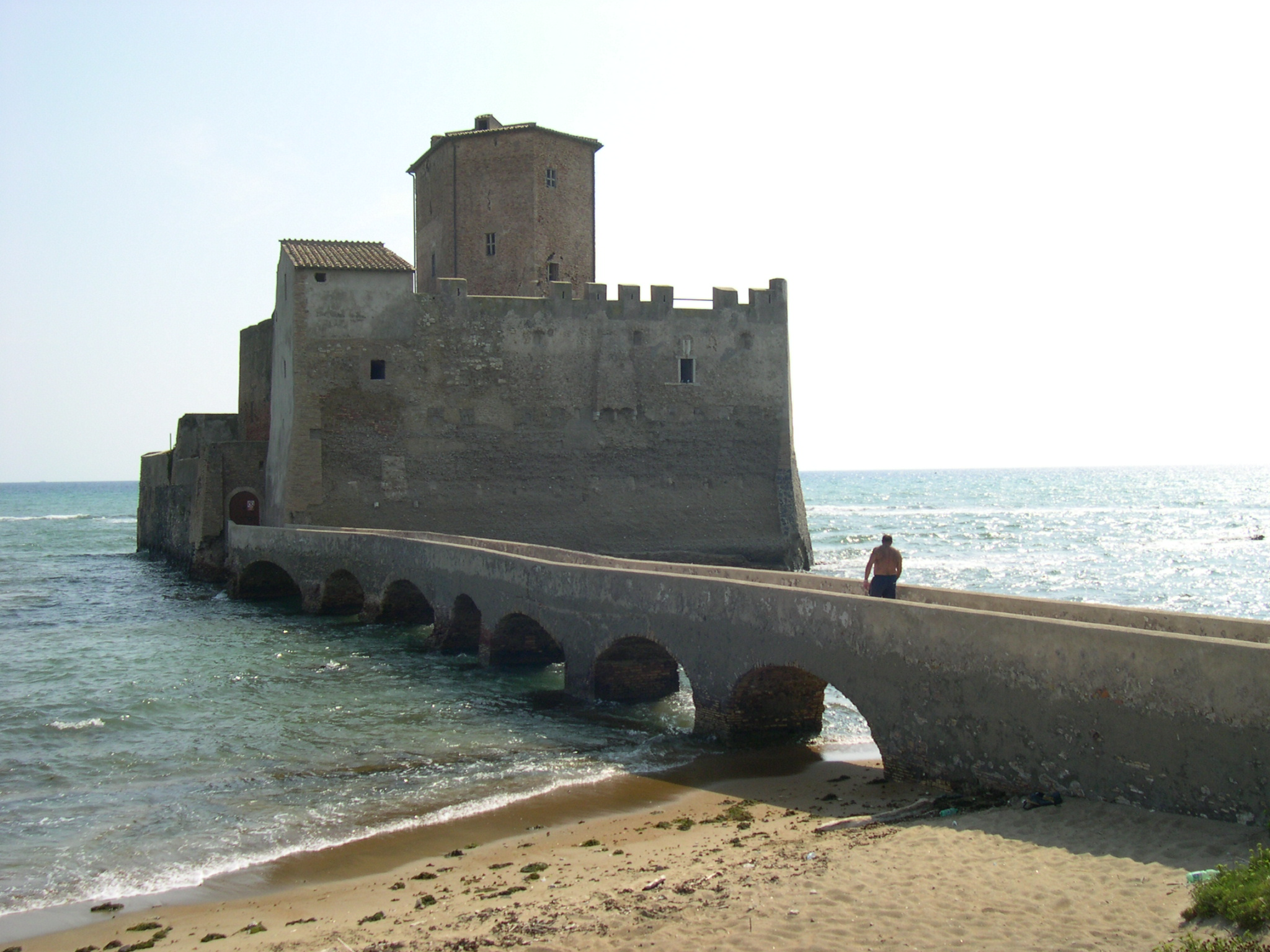
Torre Astura a Nettuno.

Un mare, quello della Città metropolitana di Roma, frequentato soprattutto dagli abitanti del capoluogo e delle zone limitrofe, più volte premiato dalla FEE con la Bandiera Blu (Anzio per le spiagge, Nettuno, Civitavecchia e Lido di Ostia per i rispettivi porti), e caratterizzato da numerose torri e fortificazioni, che si ergono su tutta la costa; tra di esse il Castello di Santa Severa, il Castello di Palo a Ladispoli, Tor San Lorenzo ad Ardea e Torre Astura e il Forte Sangallo a Nettuno sono i più conosciuti.

### Clima
Il clima varia molto da zona a zona in funzione delle caratteristiche morfologiche del territorio. Abbiamo quindi:
- clima mediterraneo nella fascia costiera a ovest,
- clima continentale attenuato nelle zone interne a est.

Le temperature quindi diminuiscono da ovest verso est, mentre aumentano i valori di piovosità, che passano da circa 700 mm/anno nella zona litoranea, a circa 1500 mm/anno nella zona di monti Sabini e Simbruini.

## Monumenti e luoghi d'interesse

### Architetture religiose
Il numero della chiese presenti nel territorio metropolitano è enorme: solo nel comune di Roma le parrocchie sono 342 e si calcola esistano oltre 900 chiese, santuari, oratori e cappelle; nelle diocesi suburbicarie, le parrocchie sono 300 e quattro basiliche papali.
Inoltre, sempre nella città di Roma hanno sede 33 chiese nazionali rette dalle varie comunità dei paesi dove vivono dei cattolici, 21 chiese regionali rette da comunità provenienti dalle varie regioni d'Italia e 12 chiese cattoliche officiate in rito orientale.
Le chiese di Roma e città metropolitana si distinguono tutte per interesse storico, archeologico, artistico o religioso, ma vanno particolarmente menzionate, per la rilevanza indiscutibile che rivestono, oltre alle basiliche papali (elencate in grassetto), i seguenti edifici:

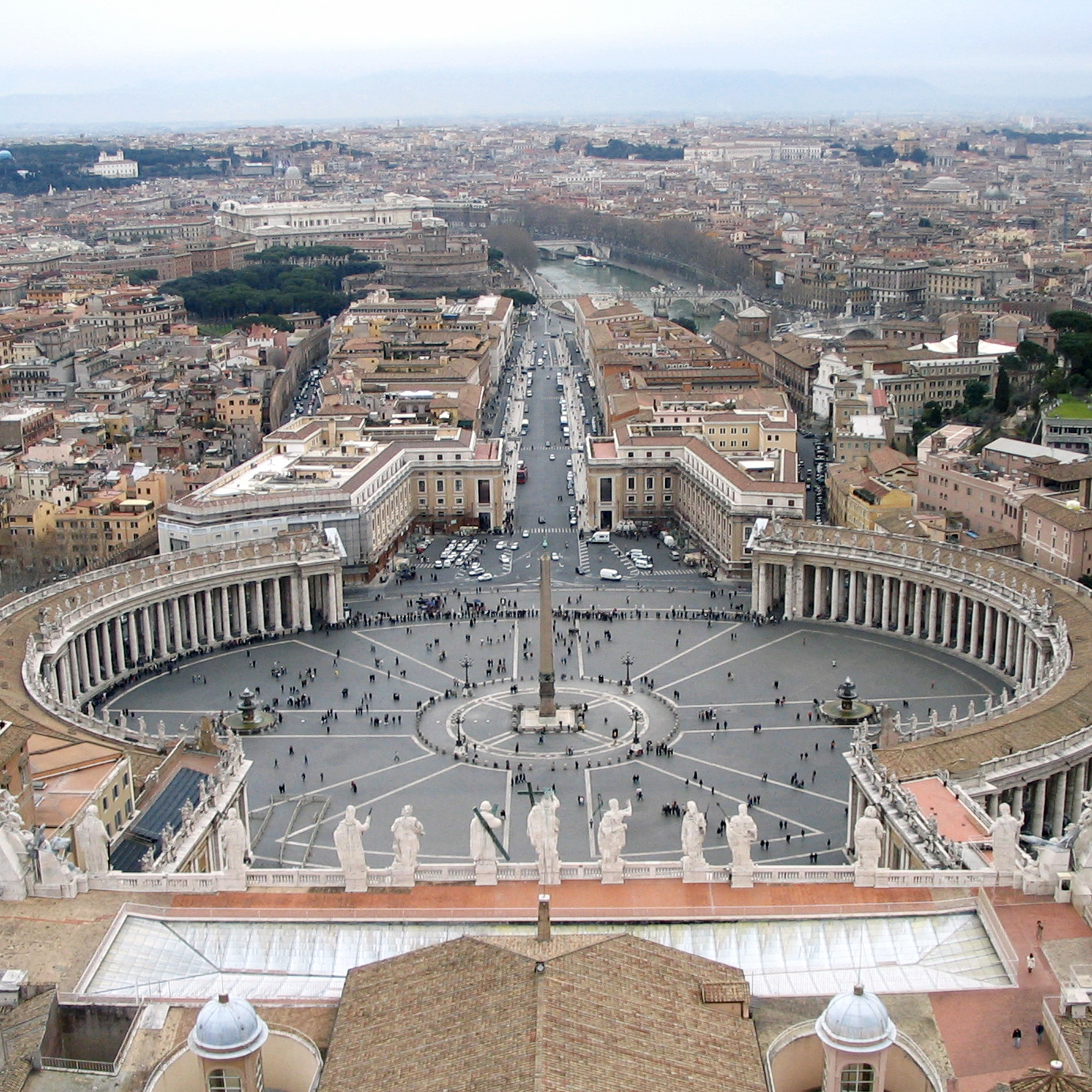
Piazza San Pietro a Roma vista dalla cupola

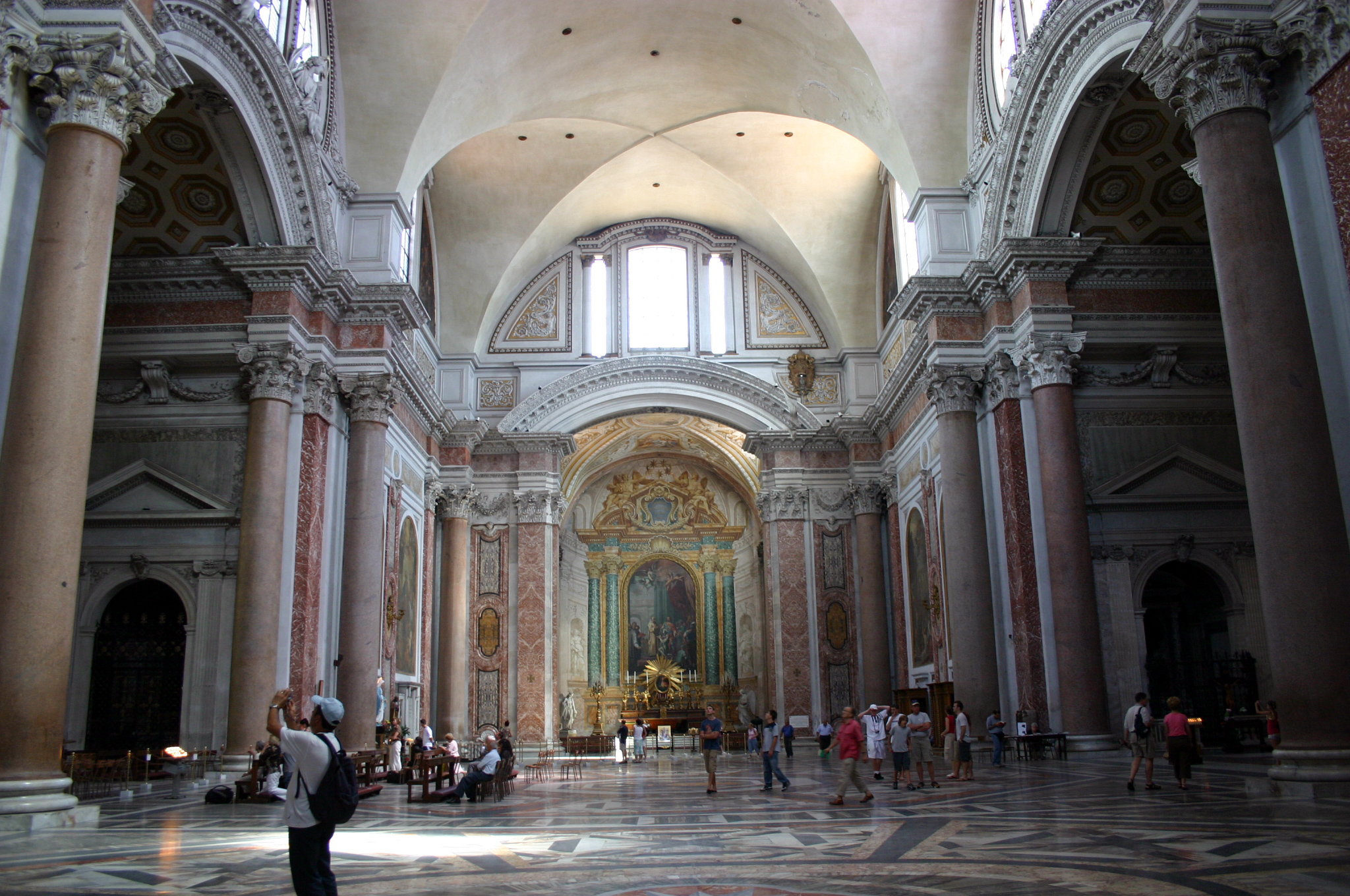
Interno della Basilica di Santa Maria degli Angeli e dei Martiri a Roma

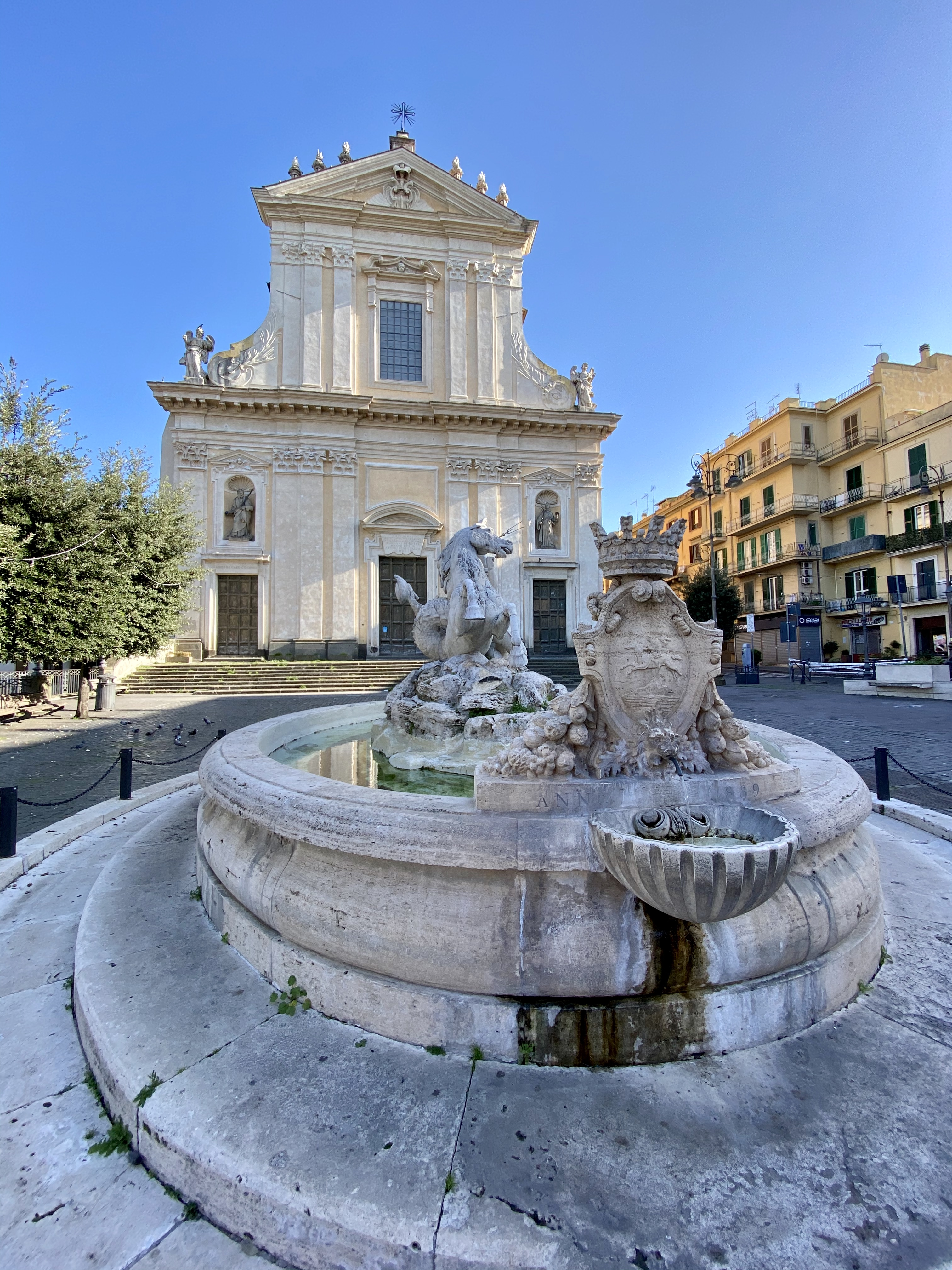
Basilica Collegiata di San Barnaba a Marino

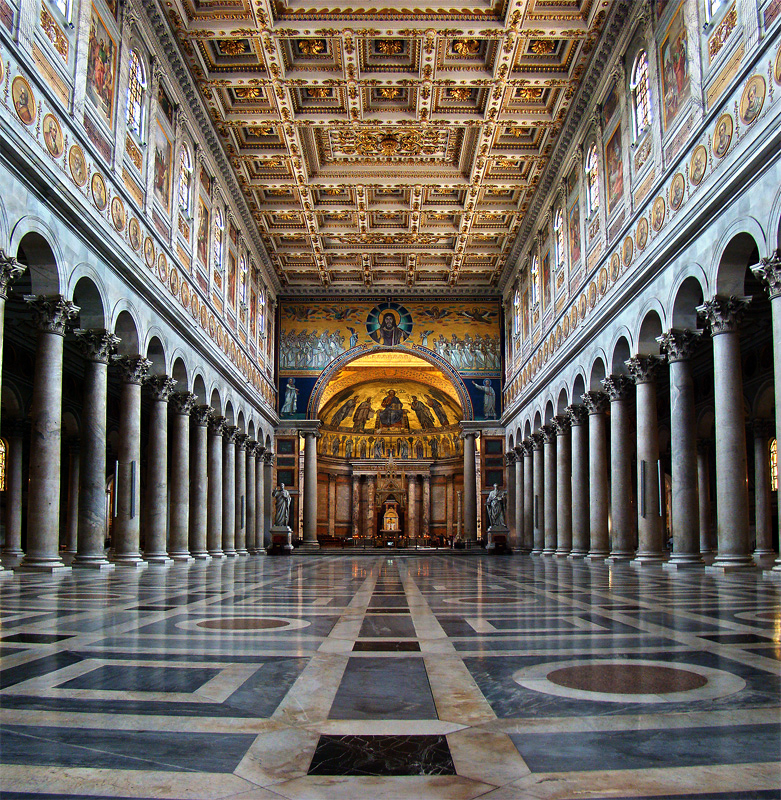
La Basilica di San Paolo fuori le mura a Roma

| Comune                 | Chiese, santuari e oratori                                        |
| ---------------------- | ----------------------------------------------------------------- |
| Affile                 | Chiesa Parrocchiale di Santa Felicita                             |
| Albano Laziale         | Basilica Cattedrale di San Pancrazio                              |
| Albano Laziale         | Santuario di Santa Maria della Rotonda                            |
| Anzio                  | Chiesa dei Santi Pio e Antonio                                    |
| Ariccia                | Collegiata di Santa Maria Assunta                                 |
| Capena                 | Chiesa di San Michele Arcangelo                                   |
| Castel Gandolfo        | Collegiata Pontificia di San Tommaso da Villanova                 |
| Cerreto Laziale        | Chiesa di San Sebastiano                                          |
| Cerreto Laziale        | Chiesa di Santa Maria Assunta                                     |
| Cerveteri              | Chiesa di Santa Maria Maggiore                                    |
| Cerveteri              | Santuario della Madonna Immacolata di Ceri                        |
| Civitavecchia          | Cattedrale di San Francesco d'Assisi                              |
| Colleferro             | Chiesa di Santa Barbara                                           |
| Fiano Romano           | Chiesa di Santa Maria ad Pontem                                   |
| Frascati               | Chiesa del Gesù                                                   |
| Frascati               | Basilica Cattedrale di San Pietro                                 |
| Genzano di Roma        | Collegiata della Santissima Trinità                               |
| Grottaferrata          | Chiesa Abbaziale di Santa Maria                                   |
| Lanuvio                | Collegiata di Santa Maria Maggiore                                |
| Marcellina             | Santuario della Madonna delle Grazie                              |
| Marino                 | Basilica Collegiata di San Barnaba                                |
| Marino                 | ex chiesa di Santa Lucia                                          |
| Mentana                | Chiesa di San Nicola                                              |
| Monte Compatri         | Chiesa Parrocchiale di Santa Maria Assunta                        |
| Nemi                   | Santuario del Santissimo Crocifisso                               |
| Nettuno                | Santuario di Nostra Signora delle Grazie e di Santa Maria Goretti |
| Rocca di Papa          | Chiesa Parrocchiale di Santa Maria Assunta                        |
| Rocca di Papa          | Convento di Santa Maria ad Nives di Palazzolo                     |
| Roma                   | Basilica di San Giovanni in Laterano                              |
| Roma                   | Basilica di Sant'Agostino in Campo Marzio                         |
| Roma                   | Basilica di San Paolo fuori le mura                               |
| Roma                   | Basilica di Santa Maria Maggiore                                  |
| Roma                   | Basilica di San Lorenzo fuori le mura                             |
| Roma                   | Basilica di Santa Croce in Gerusalemme                            |
| Roma                   | Basilica di San Sebastiano fuori le mura                          |
| Roma                   | Basilica di San Pietro in Vincoli                                 |
| Roma                   | Basilica di San Clemente al Laterano                              |
| Roma                   | Basilica di Santa Maria in Cosmedin                               |
| Roma                   | Basilica di Santa Prassede                                        |
| Roma                   | Chiesa di San Giorgio in Velabro                                  |
| Roma                   | Basilica di Santa Maria in Trastevere                             |
| Roma                   | Basilica dei Santi Quattro Coronati                               |
| Roma                   | Basilica di Santa Maria sopra Minerva                             |
| Roma                   | Basilica di Santa Maria del Popolo                                |
| Roma                   | Basilica di Santa Maria degli Angeli                              |
| Roma                   | Chiesa di San Luigi dei Francesi                                  |
| Roma                   | Chiesa del Gesù                                                   |
| Roma                   | Chiesa di Sant'Ignazio di Loyola in Campo Marzio                  |
| Roma                   | Chiesa Nuova                                                      |
| Roma                   | Basilica di Sant'Andrea della Valle                               |
| Roma                   | Chiesa di Sant'Agnese in Agone                                    |
| Roma                   | Chiesa di San Carlo alle Quattro Fontane                          |
| Roma                   | Chiesa di Sant'Andrea al Quirinale                                |
| Roma                   | Chiesa di Sant'Ivo alla Sapienza                                  |
| Roma                   | Chiesa della Grande Madre di Dio                                  |
| Roma                   | Chiesa di Dio Padre Misericordioso                                |
| Roma                   | Santuario della Madonna del Divino Amore                          |
| Roma                   | Abbazia delle Tre Fontane                                         |
| San Polo dei Cavalieri | Chiesa di Santa Liberata                                          |
| Subiaco                | Monasteri benedettini di Santa Scolastica e San Benedetto         |
| Velletri               | Basilica Cattedrale di San Clemente                               |
| Velletri               | Chiesa di Santa Maria del Trivio                                  |
| Vicovaro               | Chiesa di Santa Maria delle Grazie                                |

### Palazzi e ville
Le più famose ville della Città metropolitana Romana:
|                 | Monumenti               |
| --------------- | ----------------------- |
| Ariccia         | Palazzo Chigi           |
| Genzano di Roma | Palazzo Sforza Cesarini |
| Frascati        | Villa Aldobrandini      |
| Tivoli          | Villa Adriana           |
| Tivoli          | Villa d'Este            |
| Tivoli          | Villa Gregoriana        |

## Società

### Etnie e minoranze straniere
Secondo le statistiche ISTAT, al 1º gennaio 2021 i cittadini stranieri residenti nella città metropolitana di Roma sono suddivisi nelle seguenti nazionalità:
- Romania 152 076
- Filippine 42 309
- Bangladesh 37 813
- Cina 22 942
- Ucraina 19 620
- India 18 411
- Albania 16 097
- Egitto 15 447
- Perù 14 078
- Polonia 13 750

Con 516.297 persone (rispettivamente il 12,2% della popolazione), la città metropolitana di Roma è l'area nella quale il numero complessivo di residenti stranieri è il più alto tra le province e città metropolitane d’Italia.
In termini assoluti, i comuni metropolitani con il maggior numero di residenti stranieri sono Roma (356.573 abitanti), Guidonia Montecelio (10.711), Fiumicino (9.593) e Pomezia (8.117).

### Religione
La provincia ecclesiastica romana, che comprende gran parte della città metropolitana, è composta dalla diocesi di Roma e dalla sette diocesi suburbicarie di Roma (Ostia, Frascati, Palestrina, Porto-Santa Rufina, Sabina-Poggio Mirteto, Velletri-Segni).
Eccezione fatta per Tivoli e Civitavecchia, facenti parte della diocesi di Tivoli e della diocesi di Civitavecchia-Tarquinia.

## Comuni metropolitani
Tra le province laziali la città metropolitana di Roma Capitale vanta il maggior numero di comuni (120):
- Affile
- Agosta
- Albano Laziale
- Allumiere
- Anguillara Sabazia
- Anticoli Corrado
- Anzio
- Arcinazzo Romano
- Ardea
- Ariccia
- Arsoli
- Artena
- Bellegra
- Bracciano
- Camerata Nuova
- Campagnano di Roma
- Canale Monterano
- Canterano
- Capena
- Capranica Prenestina
- Carpineto Romano
- Casape
- Castel Gandolfo
- Castel Madama
- Castel San Pietro Romano
- Castelnuovo di Porto
- Cave
- Cerreto Laziale
- Cervara di Roma
- Cerveteri
- Ciampino
- Ciciliano
- Cineto Romano
- Civitavecchia
- Civitella San Paolo
- Colleferro
- Colonna
- Fiano Romano
- Filacciano
- Fiumicino
- Fonte Nuova
- Formello
- Frascati
- Gallicano nel Lazio
- Gavignano
- Genazzano
- Genzano di Roma
- Gerano
- Gorga
- Grottaferrata
- Guidonia Montecelio
- Jenne
- Labico
- Ladispoli
- Lanuvio
- Lariano
- Licenza
- Magliano Romano
- Mandela
- Manziana
- Marano Equo
- Marcellina
- Marino
- Mazzano Romano
- Mentana
- Monte Compatri
- Monte Porzio Catone
- Monteflavio
- Montelanico
- Montelibretti
- Monterotondo
- Montorio Romano
- Moricone
- Morlupo
- Nazzano
- Nemi
- Nerola
- Nettuno
- Olevano Romano
- Palestrina
- Palombara Sabina
- Percile
- Pisoniano
- Poli
- Pomezia
- Ponzano Romano
- Riano
- Rignano Flaminio
- Riofreddo
- Rocca Canterano
- Rocca Priora
- Rocca Santo Stefano
- Rocca di Cave
- Rocca di Papa
- Roccagiovine
- Roiate
- Roma
- Roviano
- Sacrofano
- Sambuci
- San Cesareo
- San Gregorio da Sassola
- San Polo dei Cavalieri
- San Vito Romano
- Sant'Angelo Romano
- Sant'Oreste
- Santa Marinella
- Saracinesco
- Segni
- Subiaco
- Tivoli
- Tolfa
- Torrita Tiberina
- Trevignano Romano
- Vallepietra
- Vallinfreda
- Valmontone
- Velletri
- Vicovaro
- Vivaro Romano
- Zagarolo

### Comuni più popolosi

Gonfalone provinciale.

Roma è il comune più esteso e popolato della città metropolitana. Ultimo per popolazione è Vivaro Romano con 156 abitanti; ultimo per estensione è Colonna con 3,55 km².
Di seguito è riportata la lista dei venti comuni più popolosi della città metropolitana di Roma:
| Pos. | Stemma | Comune di           | Popolazione (ab) | Superficie (km²) | Densità (ab/km²) | Altitudine (m s.l.m.) |
| ---- | ------ | ------------------- | ---------------- | ---------------- | ---------------- | --------------------- |
| 1º   |        | Roma                | 2 746 984        | 1 287,36         | 2 133            | 21                    |
| 2º   |        | Guidonia Montecelio | 89 165           | 79,47            | 1 121            | 105                   |
| 3º   |        | Fiumicino           | 83 075           | 213,89           | 383              | 1                     |
| 4º   |        | Pomezia             | 64 994           | 86,57            | 742              | 108                   |
| 5º   |        | Anzio               | 59 793           | 43,65            | 1 350            | 3                     |
| 6º   |        | Tivoli              | 55 107           | 68,65            | 800              | 235                   |
| 7º   |        | Velletri            | 52 872           | 118,23           | 444              | 332                   |
| 8º   |        | Civitavecchia       | 51 639           | 73,74            | 701              | 10                    |
| 9º   |        | Ardea               | 50 781           | 72,09            | 684              | 37                    |
| 10º  |        | Nettuno             | 48 173           | 71,64            | 669              | 11                    |
| 11º  |        | Marino              | 46 571           | 24,19            | 1 924            | 360                   |
| 12º  |        | Monterotondo        | 41 103           | 25,95            | 1 566            | 2                     |
| 13º  |        | Ladispoli           | 40 819           | 40,94            | 1002             | 165                   |
| 14º  |        | Albano Laziale      | 39 634           | 23,80            | 1 665            | 400                   |
| 15º  |        | Ciampino            | 38 849           | 13,00            | 2 977            | 124                   |
| 16º  |        | Cerveteri           | 38 090           | 134,32           | 283              | 81                    |
| 17º  |        | Fonte Nuova         | 32 697           | 19,94            | 1 642            | 130                   |
| 18º  |        | Frascati            | 22 883           | 22,48            | 1013             | 320                   |
| 19º  |        | Mentana             | 22 588           | 17,9             | 1 267            | 435                   |
| 20º  |        | Genzano di Roma     | 22 511           | 24,7             | 914              | 150                   |

## Economia
La città metropolitana di Roma Capitale è una delle aree economiche più importanti d’Italia, qui si concentrano gran parte delle istituzioni pubbliche e private del paese. 
Con 498.772 imprese registrate nel 2018, è la prima città metropolitana per numero di stock di imprese registrate, pari al 32,3% del dato nazionale. Il tasso lordo di iscrizione delle imprese nel 2018 è stato tra i più alti pari al 6,3% e un tasso di cessazione tra i più bassi pari al 4,4%.
Le imprese attive al 2020 risultavano essere circa 369.000, mentre l’indice di vitalità imprenditoriale è stato pari a 132, il più alto tra le città metropolitane italiane. Il valore aggiunto prodotto è stato pari al 9,3% del dato nazionale (pari in valori assoluti a 139.155 milioni di euro), ponendo la città metropolitana di Roma al secondo posto per grandezza dimensionale del valore aggiunto complessivo.
Di seguito la composizione percentuale delle imprese attive per settore di attività economica:
| Pos. | Settori economici                | Perc. |
| ---- | -------------------------------- | ----- |
| 1    | Servizi                          | 47,0% |
| 2    | Commercio                        | 29,0% |
| 3    | Costruzioni                      | 15,2% |
| 4    | Industria in senso stretto       | 5,5%  |
| 5    | Agricoltura, silvicoltura, pesca | 3,3%  |

L'economia di Roma e della sua città metropolitana è caratterizzata dal dominio del settore dei servizi, terziario e terziario avanzato. Imprese ad alta tecnologia (informatica, aerospaziale, difesa, telecomunicazioni), ricerca, costruzioni e attività commerciali (soprattutto bancario e finanziario) e l'enorme sviluppo del turismo sono molto dinamici ed estremamente importanti per la sua economia. 
Il reddito imponibile complessivo prodotto nella città metropolitana di Roma è di 67,317 miliardi di euro, prima città metropolitana in Italia per reddito imponibile generato. Mentre si colloca al terzo posto (dopo le città metropolitane di Milano e Bologna), per reddito medio per contribuente pari a €23.215 (in riferimento all’anno fiscale del 2019).
Secondo l’OCSE (dati espressi in dollari), nel 2019 l’area urbana funzionale di Roma (Functional Urban Areas) ha un PIL PPA pari a $217 160 milioni e un PIL pro capite PPA di $50 088.
Il tasso di disoccupazione al 2022 è del 7,5% (dati Istat).

### Turismo
Tra le principali fonti economiche vi è anche il turismo. Con oltre 2,6 milioni di arrivi e circa 7,5 milioni di presenze nelle strutture ricettive nel 2020, la città metropolitana di Roma è complessivamente la seconda più visitata d’Italia dopo la città metropolitana di Venezia.
2,5 i giorni medi di permanenza nelle strutture ricettive.

## Trasporti e vie di comunicazione

### Linee ferroviarie

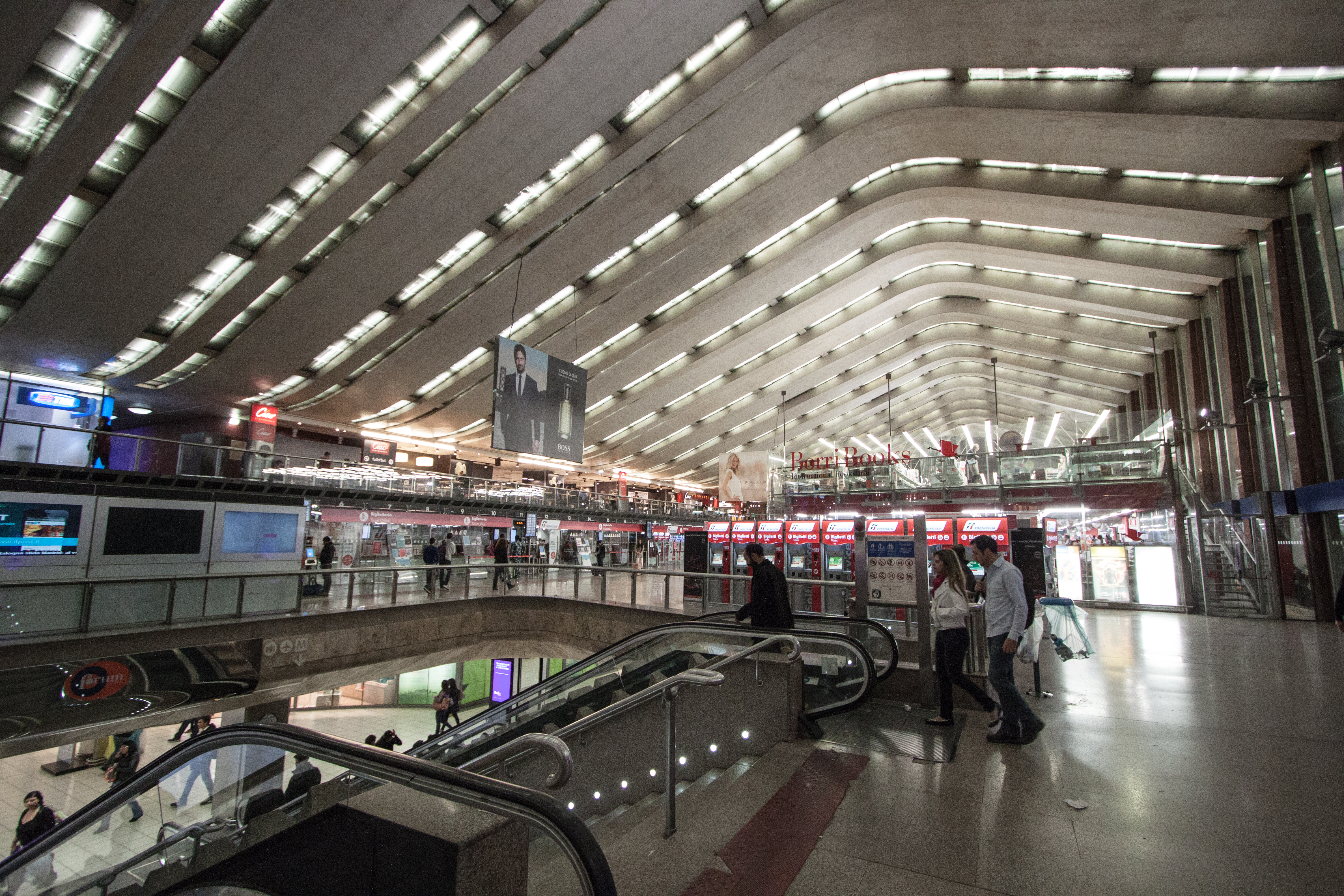
La Stazione Termini

Primo snodo ferroviario della città metropolitana è la Stazione Termini di Roma, da cui si diramano le principali linee non solo regionali, ma anche nazionali.
Di qui passano, infatti, non solo le linee ad alta velocità per Torino, Milano, Venezia, Firenze e Napoli, ma anche la ferrovia per l'Aeroporto Leonardo Da Vinci di Fiumicino e le linee regionali dirette ad Ancona, Genova e Pescara.
Altri importanti scali della Capitale sono la Stazione di Roma Tiburtina e Stazione di Roma Ostiense, per cui passano le linee principali delle Ferrovie regionali del Lazio e la linea ferroviaria diretta al quartiere romano di Lido di Ostia.
Dalla Stazione di Roma San Pietro, non lontana dalla Basilica di San Pietro in Vaticano, invece partono le linee per Pisa, Viterbo e la Città del Vaticano.

### Linee stradali

#### Strade
La città metropolitana di Roma è servita da cinque autostrade:
- Autostrada del Sole: principale infrastruttura stradale italiana, che porta da Milano a Napoli, passa nel territorio della Capitale per circa 80 km, compresi tra Ponzano Romano e Colleferro; a questi, si aggiungono i 40 km delle diramazioni che collegano il Grande Raccordo Anulare agli allacciamenti di Fiano Romano e San Cesareo.
- Autostrada Azzurra: corre per il litorale laziale settentrionale, diventando un'alternativa alla Statale Aurelia. Inizialmente concepita per raggiungere Genova, da cui si diramano le autostrade per Milano e la Francia, attualmente la sua fine è posta a Tarquinia.Il casello di Civitavecchia sud sulla A12

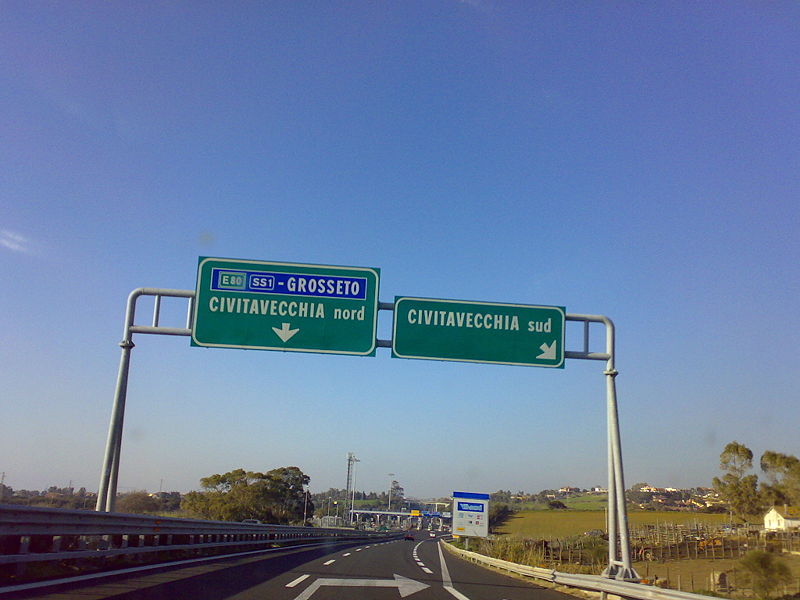
Il casello di Civitavecchia sud sulla A12

- Autostrada dei Parchi: principale collegamento tra Roma e i capoluoghi abruzzesi dell'Aquila e di Teramo. Dopo un tratto urbano, che sta per essere ampliato con una complanare al fine di decongestionare il traffico mattiniero dei pendolari, l'A24 corre in direzione est, toccando Tivoli, Castel Madama, Vicovaro e Mandela, per poi raggiunge il confine con l'Abruzzo poco prima dell'area di servizio 'Civita', al km 46.
- Grande Raccordo Anulare di Roma: attualmente sprovvisto di pedaggio, circonda la capitale per 68 km. Inaugurato come circonvallazione, oggi è stato ammodernato con la costruzione della terza corsia nel quadrante Nord-Ovest (da Aurelia a Salaria) e la realizzazione di nuovi svincoli in prossimità di Montespaccato, Casal del Marmo, Trionfale e Bufalotta.
- Autostrada Roma-Fiumicino: collega Roma all'Aeroporto Leonardo Da Vinci. Inizialmente concepita come strada statale, è stata promossa al rango di autostrada nel 1969, e ammodernata a seguito della realizzazione della nuova fiera di Roma, situata a metà strada tra Fiumicino e il Grande Raccordo Anulare.

#### Strade statali e provinciali
(proverbio romano)
Dal Campidoglio, seguendo il tracciato originario, costruito dai romani, si diramano le principali strade statali italiane, meglio conosciute come strade consolari. Ciascuna di esse, uscendo dalla Capitale, segue una direzione precisa:
- verso nord-ovest la Via Aurelia passa per la costa del Lazio settentrionale, toccando le località turistiche di Ladispoli, Cerveteri, Santa Severa, Santa Marinella e Civitavecchia, prima di entrare in Toscana e raggiungere città come La Spezia, Genova, Savona, Imperia, Sanremo e il confine di Stato a Ventimiglia.
- verso nord la Via Cassia tocca il Parco Regionale di Veio e il Lago di Bracciano, prima di attraversare Viterbo, il Lago di Bolsena, la Val d'Orcia, Siena e Firenze.
- verso nord-est corrono le Statali Via Flaminia e Via Salaria, che raggiungono la costa adriatica marchigiana; la prima, infatti, giunge a Fano e a Pesaro, passando per Terni, Spoleto e Foligno e valicando l'Appennino nella Serra di Burano e nella Gola del Furlo; la seconda attraversa Rieti, la Sabina, per poi raggiungere Ascoli Piceno e San Benedetto del Tronto, passando per le selvagge Gole del Velino, ai piedi del Monte Terminillo, e seguendo il corso del Tronto, costeggiando la catena dei Monti Sibillini.
- verso est, invece, la Via Tiburtina raggiunge Villa Adriana e Tivoli e, seguendo la valle dell'Aniene, attraversa la Marsica e la Conca Peligna, per poi raggiungere Chieti e Pescara.
- corrono verso sud-est le Statali Via Casilina, Via Tuscolana e Via Anagnina; la prima giunge a Frosinone e nelle aree collinari circostanti, costeggiando a nord-est i Castelli Romani e i Monti Lepini; le restanti due collegano la Capitale con Frascati e Grottaferrata, dopo aver attraversato la periferia orientale della Città Eterna.
- verso sud la Via Appia, la più lunga e antica consolare, è un'arteria di collegamento tra Roma e i Castelli Romani, Velletri, l'Agro Pontino, il Sannio, la Basilicata e la Puglia. Altrettanto famosa è la trafficata Via Pontina, che corre lungo la costa meridionale del Lazio, sullo sfondo delle città di fondazione fascista quali Pomezia, Aprilia, Latina, Pontinia e Sabaudia.
- verso sud-ovest la Via Ostiense raggiunge la costa tirrenica a Lido di Ostia, dopo aver attraversato Acilia, Casal Palocco e Ostia Antica. Parallela al mare, la Via Severiana, collega il Lido di Ostia ad Anzio, passando per le località costiere di Pratica di Mare, Torvaianica, Tor San Lorenzo, Marina di Ardea, Lido dei Pini e Lavinio Lido di Enea.

Oltre alle più note consolari, altre strade statali che attraversano la Città metropolitana sono:
- la Via Braccianense Claudia, che si propone come itinerario alternativo, insieme alla nuova Statale 2bis Cassia Veientana, per raggiungere il Lago di Bracciano.
- la Via Pontina che collega Pomezia, Aprilia, Latina fino a connettere Terracina sul lungomare laziale.
- la Via dei Laghi che costeggia la sponda orientale del Lago Albano e il Lago di Nemi.
- la Via Nettunense, che collega Marino al borgo costiero di Anzio, attraverso l'Agro Romano e le aree industriali di Santa Palomba, Pomezia, Campoleone e Aprilia.
- la Sublacense che segue il corso del fiume Aniene e collega Roviano e Arsoli con gli Altipiani di Arcinazzo.
- la Carpinetana, che collega i paesi del versante romano dei Monti Lepini (Segni, Montelanico, Gavignano e Carpineto Romano) con quelli del versante di Latina (Maenza, Roccagorga e Priverno).
- la Umbro-Laziale nel tratto compreso tra il Porto di Civitavecchia e l'inizio dell'A12.
- la strada regionale 155 di Fiuggi, che da Frosinone raggiunge la Statale Casilina nei pressi di San Cesareo, toccando alcune località dei Monti Prenestini, quali Olevano Romano, Genazzano, Cave, Palestrina e Zagarolo.
- la Via Ariana (SP 600), lunga 19 km, che collega Valmontone a Velletri, passando per Artena e Lariano.

### Porti e aeroporti

#### Porti

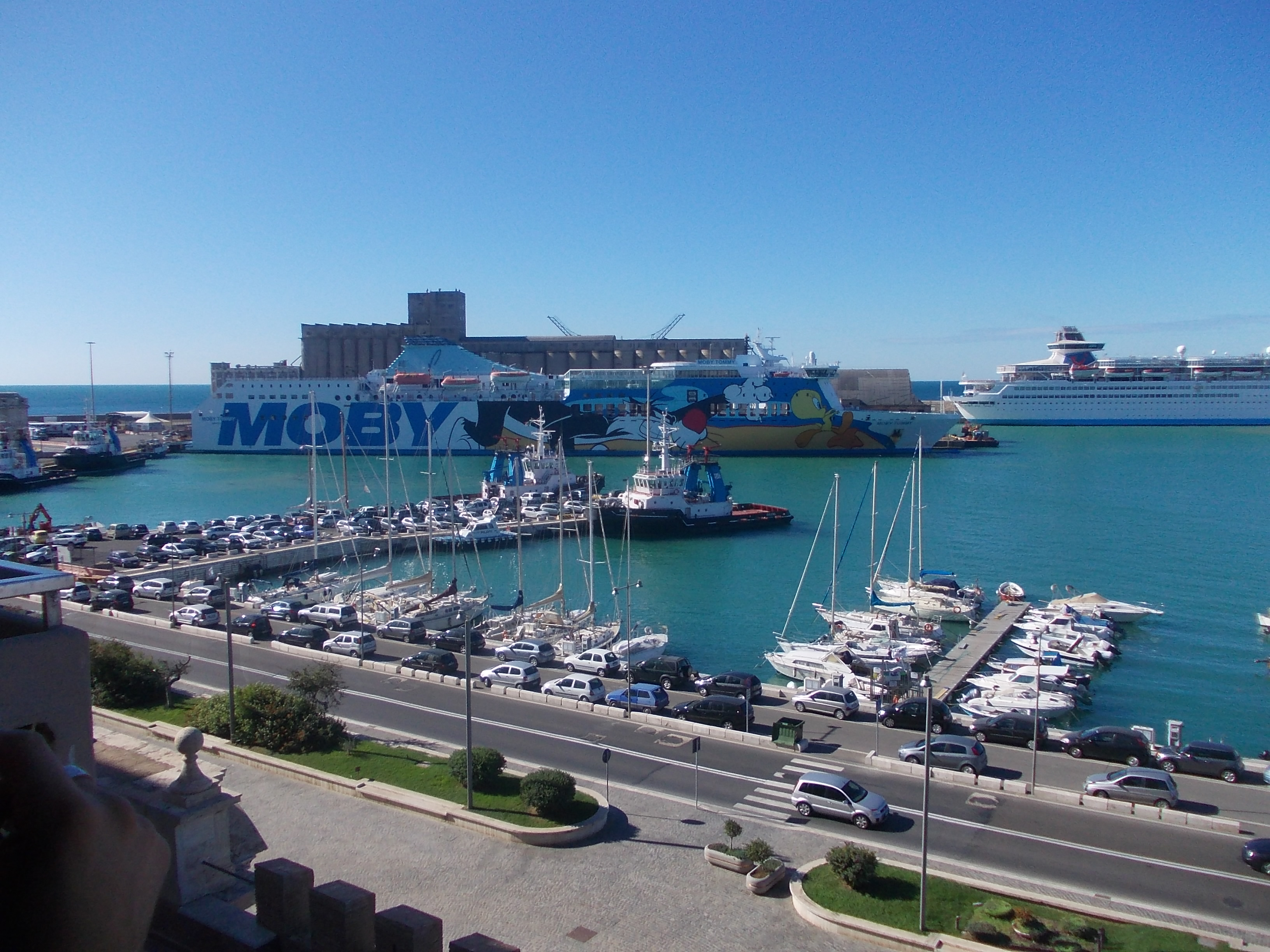
Il porto di Civitavecchia

Primo scalo della Città metropolitana, nonché della regione Lazio, è il porto di Civitavecchia, da cui partono i collegamenti marittimi con Malta, la Spagna, la Francia, la Sardegna, la Sicilia e la Tunisia. Il porto di Civitavecchia con circa 3,33 milioni di passeggeri all’anno, è il primo porto italiano per il traffico crociere, il secondo in Europa dopo il porto di Barcellona e tra i primi 10 al mondo.
Altrettanto importante è il porto di Fiumicino, situato a non molta distanza da Roma.
La Città metropolitana partecipa alla gestione di tali porti attraverso un rappresentante, designato dal Consiglio metropolitano, all'interno del Comitato di gestione dell'Autorità di Sistema Portuale del Mar Tirreno Centro settentrionale, l'ente pubblico che gestisce gli scali laziali di prima e seconda classe (Civitavecchia, Fiumicino e Gaeta).
Di rilevanza prettamente turistica sono il nuovo porto turistico di Roma ad Ostia, il porto di Anzio da cui è possibile raggiungere l'arcipelago Pontino e il porto turistico di Nettuno.

#### Aeroporti

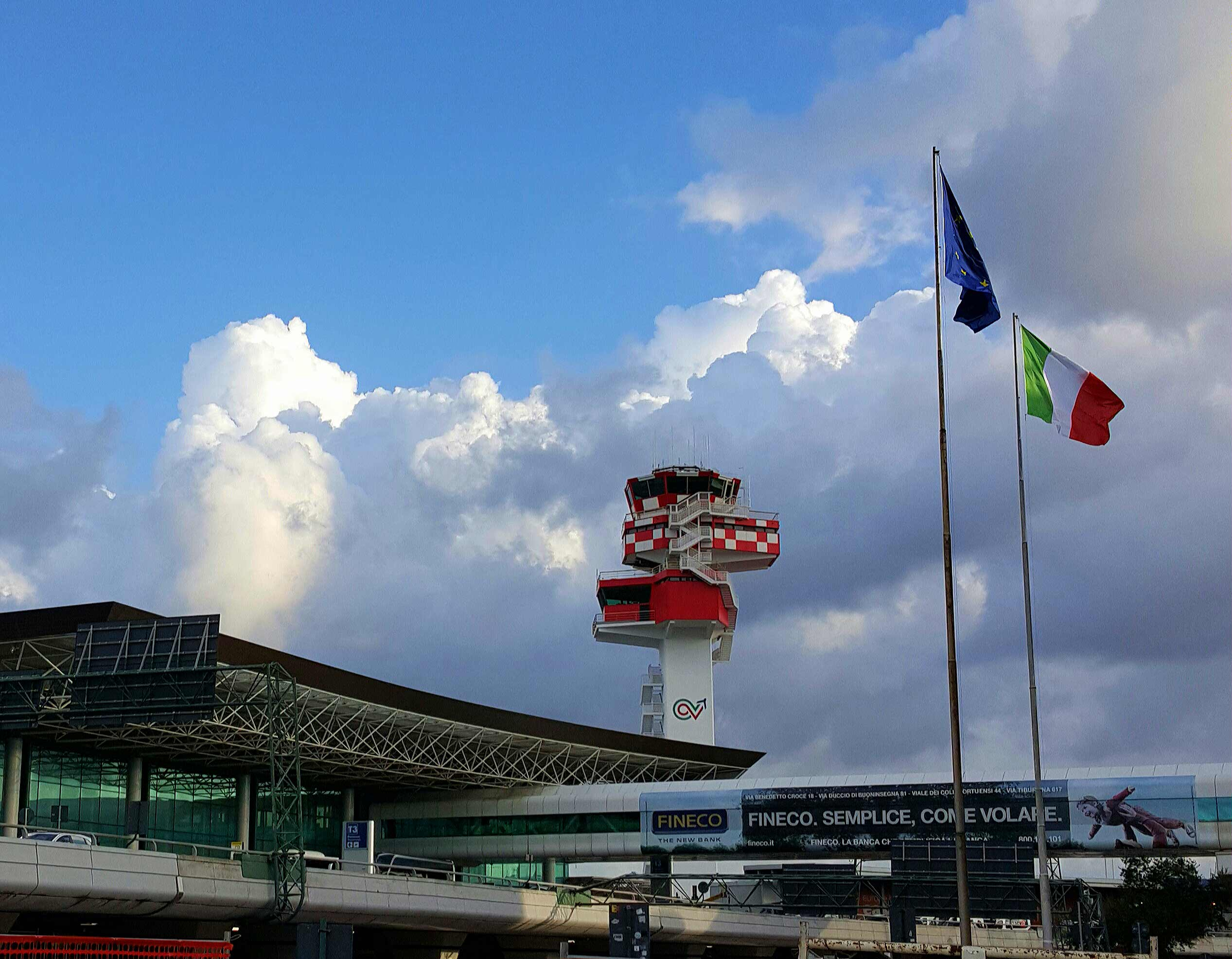
L’aeroporto di Fiumicino e la Torre ENAV dopo la ristrutturazione del 2015

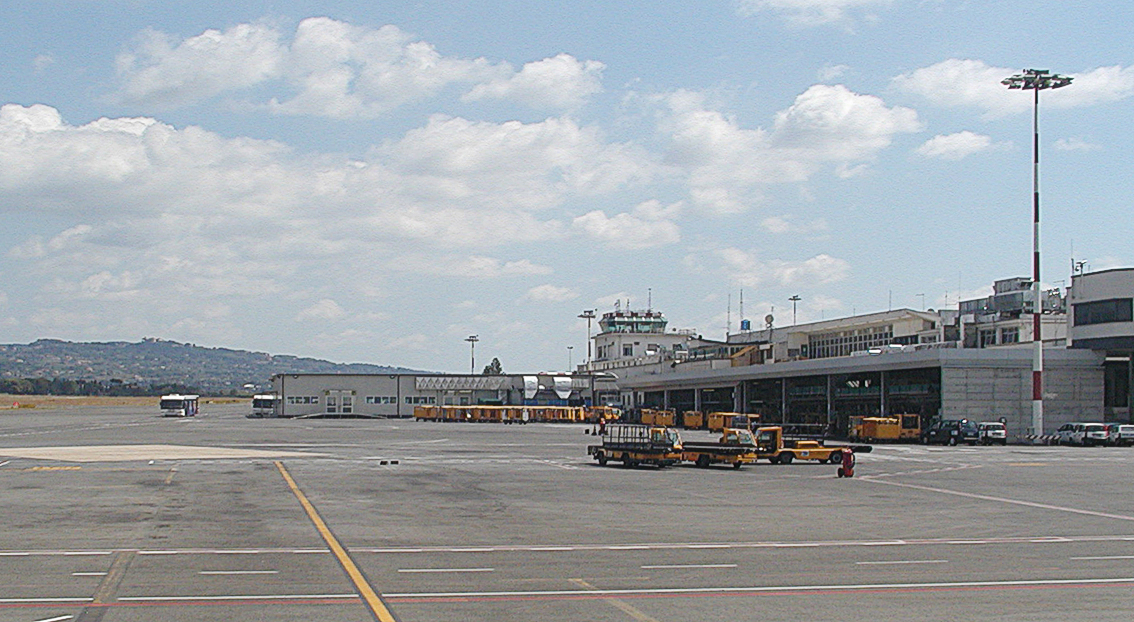
La pista dell'aeroporto di Ciampino

L'aeroporto principale della Città metropolitana è quello di Fiumicino (ex-zona di Roma, comune autonomo dal 1993), intitolato alla memoria di Leonardo da Vinci, con quasi 42 milioni di passeggeri l'anno.
Secondo è l'Aeroporto di Roma-Ciampino nella periferia sud-est, frequentato prevalentemente dalle compagnie aeree a basso costo e da 6 milioni di passeggeri. Altri scali civili sono l'Aeroporto di Roma-Urbe e l'Aeroporto di Aquino.
Di notevole rilevanza sono l'Aeroporto di Pratica di Mare nell'omonima località nel comune di Pomezia e Aeroporto di Guidonia nel comune di Guidonia Montecelio.

## Natura
Roma, con circa 63.000 ettari di estensione di aree naturali e agricole, è considerata una delle città più “verdi” d’Europa e del mondo. La metropoli e la sua città metropolitana è infatti ricca di aree naturali, parchi regionali, riserve protette e giardini, tra cui:
- Parco regionale dell'Appia antica (il parco urbano più grande d’Europa)
- Parco naturale regionale del complesso lacuale di Bracciano-Martignano
- Parco regionale naturale dei Monti Lucretili
- Parco naturale regionale dell'Appennino - Monti Simbruini
- Parco regionale di Veio
- Parco regionale dei Castelli Romani
- Parco regionale urbano di Aguzzano
- Parco regionale urbano del Pineto
- Parco regionale naturale archeologico dell'Inviolata di Guidonia
- Riserva naturale statale Litorale Romano
- Tenuta presidenziale di Castelporziano
- Riserva naturale di Decima-Malafede
- Riserva naturale dell'Insugherata
- Riserva naturale Laurentino-Acqua Acetosa
- Riserva naturale della Macchia di Gattaceca e Macchia del Barco
- Riserva naturale di Macchiatonda
- Riserva naturale della Marcigliana
- Riserva naturale di Monte Catillo
- Riserva naturale di Monte Mario
- Riserva naturale regionale Monterano
- Riserva naturale del Monte Soratte
- Riserva naturale di Nomentum
- Riserva naturale della Tenuta dei Massimi
- Riserva naturale della Tenuta di Acquafredda
- Riserva naturale di Nazzano, Tevere-Farfa
- Riserva naturale regionale Tor Caldara
- Riserva naturale della Valle dei Casali
- Riserva naturale Valle dell'Aniene
- Riserva naturale provinciale Villa Borghese
- Area naturale marina protetta Secche di Tor Paterno
- Monumento naturale Caldara di Manziana
- Parco urbano Pineta di Castel Fusano
- Monumento naturale Palude di Torre Flavia
- Monumento naturale Valle delle Cannuccete
- Oasi Castel di Guido
- Monumento naturale Parco della Cellulosa
- Monumento naturale Tenuta di Mazzalupetto - Quarto degli Ebrei
- Monumento naturale di Galeria Antica
- Riserva naturale di Nazzano, Tevere-Farfa
- Zone SIC

E inoltre ospita alcune delle più celebri ville italiane, tra cui: Villa Doria Pamphilj, Villa Borghese, Villa Adriana, Villa Aldobrandini, Villa Torlonia e molte altre. 

## Amministrazione
Attualmente il Consiglio metropolitano è scelto con elezione di secondo livello ossia l'elettorato attivo e passivo è riservato ai consiglieri comunali e ai sindaci dei comuni metropolitani, mentre il sindaco metropolitano è di diritto quello di Roma Capitale. Va tenuto in considerazione il fatto che il voto non è uguale per tutti bensì è ponderato, pertanto ad esempio il voto di un consigliere di Roma pesa più del voto di un piccolo comune poiché rappresentativo di un maggior numero di abitanti.
Altro organo è la Conferenza metropolitana, composta da tutti i sindaci dei 121 comuni dell'area metropolitana.
L'ente si trova ancora in fase di definizione poiché si è in attesa che la Regione Lazio e Roma Capitale assegnino a esso alcune loro competenze onde evitare che resti una "scatola vuota".
Il primo Consiglio metropolitano ha istituito, su proposta di molti giovani del territorio dell'ex provincia, la Consulta dei Giovani della Città metropolitana di Roma Capitale. Essa, come le omologhe strutture delle altre capitali europee, è un organo di rappresentanza democratica di tutti i giovani del territorio metropolitano, composto da Consigli dei Giovani, Associazioni, Scuole e Università.
| Nominativo | Nominativo        | Partito | Partito             | Mandato          | Mandato         | Carica                    |
| Nominativo | Nominativo        | Partito | Partito             | Inizio           | Fine            | Carica                    |
| ---------- | ----------------- | ------- | ------------------- | ---------------- | --------------- | ------------------------- |
|            | Ignazio Marino    |         | Partito Democratico | 1º gennaio 2015  | 31 ottobre 2015 | Sindaco metropolitano     |
|            | Mauro Alessandri  |         | Partito Democratico | 1º novembre 2015 | 22 giugno 2016  | Vicesindaco metropolitano |
|            | Virginia Raggi    |         | Movimento 5 Stelle  | 22 giugno 2016   | 21 ottobre 2021 | Sindaca metropolitana     |
|            | Roberto Gualtieri |         | Partito Democratico | 21 ottobre 2021  | in carica       | Sindaco metropolitano     |